# جوشکاری با اشعه ایکس
جوشکاری با اشعه‌ی ایکس (x-ray welding) یک روش آزمایشی است که در آن از یک منبع اشعه‌ی ایکس با قدرت بالا برای تولید انرژی حرارتی مورد نیاز برای جوشکاری مواد استفاده می‌شود. این روش جوشکاری در برخی موارد شباهت‌هایی به جوشکاری با پرتوی لیزر و جوشکاری با پرتوی الکترون دارد.

## اشعه‎‌ی ایکس
اشعه‌ی ایکس یک نوع تابش الکترومغناطیس با طول موج بسیار کوتاه و فرکانس بالا می‌باشد. طول موج‌ها بین 10 به توان 8- تا 10 به توان 12-متر و فرکانس ها بین 10 به توان 16 تا 10 به توان 20 هرتز قرار دارند. اشعه‌ی ایکس معمولا توسط ذرات باردار شتاب‌دار تولید می‌شود.

## جوشکاری
جوشکاری یک فرایند ساخت و تولید می‌باشد که در طی آن، دو یا چند ماده با استفاده از حرارت، فشار و یا هر دوی آن‌ها از طریق ذوب بهم متصل می‌شوند. زمانی‌که قطعات خنک می‌شوند، یک اتصال پدید می‌آید.

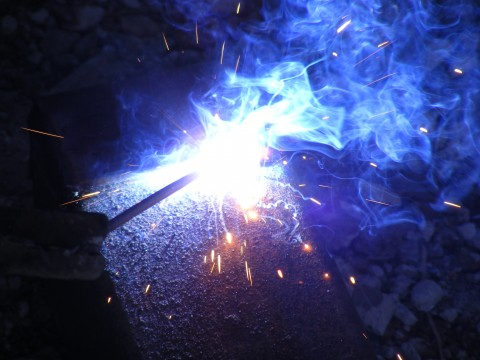
تصویری از جوشکاری

## جوشکاری با اشعه ایکس
عبارت جوشکاری با اشعه‌ی ایکس همچنین معنی قدیمی‌ای در زمینه‌ی کنترل کیفیت دارد. در این زمینه، به فردی جوشکار اشعه‌ی ایکس (x-ray welder) گفته می‌شود که به صورت ماهرانه و پیوسته جوشکاری با اشعه‌ی ایکس را انجام می‌دهد و به علت مهارت بالا، به ندرت عیب در جوش و حوضچه‌ی مذاب تشکیل شده دیده می‌شود. همچنین می‌تواند عیوب موجود در حوضچه‌ی مذاب را در حین فرایند جوشکاری تشخیص و برطرف کند. در یک کارگاه ساخت و تولید فرض می‌شود که جوشی که توسط یک جوشکار اشعه‌ی ایکس زده شده توانایی این را دارد تا از بازرسی اشعه‌ی ایکس با موفقیت بیرون آید. برای مثال عیوبی مانند ترک، پوکی و غیره در جوشی که با اشعه‌ی ایکس زده شده کمتر دیده می‌شود.
جوشکاری با اشعه‌ی ایکس یکی از جدیدترین پیشرفت‌ها در زمینه جوشکاری مواد می‌باشد. در این نوع جوشکاری، حرارت لازم برای جوش از طریق یک پرتو اشعه‌ی ایکس قوی و متمرکز شده تولید می‌شود. پرتوی پویا یک ذوب محلی از فلز را آغاز می‌کند و پس از خنک شدن، جوش تشکیل می‌شود.
در جوشکاری با اشعه‌ی ایکس، یک منبع اشعه‌ی ایکس در یک سمت قطعات فلزی موجود قرار می‌گیرد. اشعه‌ی ایکس از قطعات فلزی عبور داده می‌شود و آن‌ها را ذوب می‌کند. در مرحله‌ی بعدی یک جریان الکتریکی از دو قطعه فلزی ذوب شده عبور داده می‌شود تا آن‌ها را به یکدیگر جوش دهد. جوشکاری با اشعه‌ی ایکس یک روش جوشکاری دقیق است که قابلیت این را دارد که جوش‌های محکم و با کیفیت بالا تولید کند. همچنین از این روش جوشکاری می‌توان برای جوشکاری قطعات فلزی با شکل‌های پیچیده استفاده شود.
بسیاری از پیشرفت‌ها در زمینه‌ی جوشکاری به دلیل شناخت و معرفی منابع جدید انرژی حرارتی مورد نیاز برای ذوب محلی مواد بوده‌است. این پیشرفت‌ها شامل شناخت تکنیک‌های مدرن و جدیدی مانند قوس گاز تنگستن، قوس گاز-فلز، پرتوی الکترونی و جوشکاری با پرتوی لیزر هستند. با وجود اینکه این فرایندها توانسته‌اند پایداری، تکرار پذیری و دقت جوشکاری را بهبود ببخشند و آن‌ها را افزایش دهند، همه‌ی آن‌ها یک محدودیت مشترک دارند و آن این است که انرژی به طور کامل در عمق ماده قرار نمی‌گیرد و باعث می‌شود تا حوضچه‌ی مذاب در سطح ماده پدید آید. 
درست مانند جوشکاری با پرتوی الکترون و جوشکاری با پرتوی لیزر، این روش جوشکاری نیز پایداری را تقویت می‌کند و سرعت آن بسیار بالا می‌باشد. همچنین، دقت پرتو به دلیل تمرکز بالای آن به مراتب افزایش می‌یابد. با این حال، یک مشکلی که مشاهده شده این است که در صورتی که انرژی تولید شده برای پرتو کافی نباشد، یک حوضچه ذوب شده از فلز مستقیما روی سطح تشکیل می‌شود. در صورت بروز چنین مشکلی، راهکاری که وجود دارد این است که در محل اتصال سوراخی ایجاد شود تا امکان انتقال حرارت به فلز فراهم شود.میزان انرژی‌ای که توسط فلز جذب می‌شود به ضخامت و چگالی فلز بستگی دارد.
اشعه‌ی ایکس با انرژی بین 3 تا 200 کیلو الکترون ولت دارای عمق نفوذ در مرتبه‌ی 0.001 تا 50 میلی متر برای مواد مختلف می‌باشد. به همین دلیل آن‌ها توانایی و پتانسیل این را دارند که از آن‌ها به عنوان یک منبع گرمای حجمی استفاده کرد.

## سینکروترون نسل سوم
برای مدت بسیار زیادی، استفاده از این روش امکان پذیر نبوده‌است؛ زیرا منابع اشعه‌ی ایکس با قدرت کافی برای ایجاد میزان حرارت مورد نیاز برای جوشکاری در دسترس نبودند. امروزه با ظهور منابع تابش سینکروترون نسل سوم امکان انجام این نوع از جوشکاری فراهم شده‌است، همچنین ظهور منابع سینکروترون امکان فراهم کردن انرژی مورد نیاز برای ذوب محلی و حتی تبخیر در تعدادی از مواد را به وجود آورده‌است.
با رشد و گسترش اشعه‌ی سینکروترون در فرایند جوشکاری، استفاده‌ی قدیمی از عبارت جوشکاری با اشعه‌ی ایکس ممکن است باعث گمراهی شود. اما با این حال احتمال استفاده‌ی این دو عبارت در یک محیط کاری کم است؛ زیرا جوشکاری با اشعه‌ی سینکروترون یک فرایند اتومکانیک و مکانیزه است که از راه دور انجام می‌شود.  
برای انجام جوش‌هایی که به طور کامل به عمق ماده نفوذ کنند، نیاز است تا هندسه‌ی اختصاصی از اتصال را آماده و طراحی کرد. کار دیگری که می‌شود انجام داد این است که ماده را به اندازه‌ای تبخیر کنیم تا سوراخی تشکیل شود که اجازه نفوذ حرارت به اتصال را بدهد.

## معایب
علاوه بر نقاط قوت و مثبتی که این نوع از جوش دارد، معایبی نیز دارد که لازم است از آن‌ها مطلع بود. جوشکاری با اشعه‌ی ایکس می‌تواند باعث آسیب دیدن پوست و یا چشم فردی که جوشکاری می‌کند شود. علت این اتفاق این است که فرد برای مدت طولانی در مجاورت اشعه‎‌ی ایکس قرار دارد. بنابراین لازم است تا از از وسایل ایمنی مناسب استفاده شود تا خطر به کمترین حد خود کاهش یابد. همچنین تجهیزاتی که برای این کار استفاده می‌شود بسیار گران و هزینه‌بر می‌باشند و ممکن است برای استفاده‌ی کسب و کارهای کوچک مقرون به صرفه نباشد. علاوه بر این، لازم از است از فردی برای جوشکاری استفاده شود که مهارت کافی برای انجام این کار را داشته باشد؛ زیرا در صورت ناشی بودن و نداشتن مهارت لازم ممکن است نیاز باشد تا جوش مجددا زده شود که این امر باعث ایجاد هزینه‌ی اضافی می‌شود.

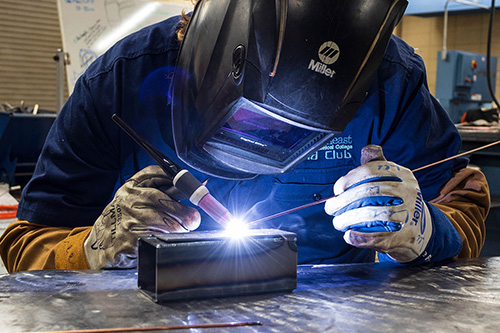
رعایت ایمنی در جوشکاری

## کاربرد در صنایع
جوشکاری با اشعه‎‌ی ایکس یک روش جوشکاری امیدوار کننده‌است و پتانسیل این را دارد که کاربردهای مختلف و بسیاری در صنایع مختلف داشته‌باشد. با این وجود هنوز در مرحله‌ی توسعه می‌باشد و لازم است تا قبل از گسترش آن، چالش‌های موجود را شناسایی و برطرف کرد.